# Бидерман, Алоиз
Алоиз Бидерман (2 марта 1819, Бендикон, Кильхберг — 25 января 1885, Цюрих) — швейцарский реформатский богослов и философ, считался одним из известнейших догматиков новогегельянской школы.

## Биография
Был сыном члена местного городского совета. В 1826—1830 годах учился в кантональном училище в Трогене, затем, когда в 1831 году его семья переехала в Винтертур, окончил там городское училище в 1834 году переехал в Базель, где в 1837 году поступил в Базельский университет изучать богословие, где был учеником, в частности, Вильгельма Вакернагеля, Фридриха Фишера и Вильгельма Мартина Леберехта де Ветте. В 1839 году на два года уехал изучать богословие в Берлин у Вильгельма Ватке, где также занимался углублённым изучением богословских и философских произведений Гегеля и Шлейермайера и выработал собственную точку зрения по многим богословским вопросам.
В 1842 году, после завершения обучения, был рукоположён в сан пастора. Он попытался после этого поступить в аспирантуру при университете Тюбингена, но не был туда допущен из-за преобладания там антигегельянцев. В 1843 году получил место пастора в городе Мюнхенштайн. В 1850 году был назначен экстраординарным профессором богословского факультета Цюрихского университета, в 1860 году стал ординарным профессором богословия. С 1871 года писал статьи для либерально-консервативного издания Kantonsrat.
Его произведения были проникнуты стремлением примирить философию Гегеля и критицизм Штраусса с основами христианской религии.
Его главный труд: «Christliche Dogmatik» (Цюрих, 1869; 2-е издание — Берлин, 1884—1885).
Другие его сочинения:
- «Die freie Theologie oder Philosophie und Christentum in Streit und Frieden» (Тюбинген, 1844);
- «Stellung und Aufgabe der Philosophie zu der Théologie» (Цюрих, 1850);
- «Unsere junghegelsche Weltanschauung oder der sogennante neueste Pantheismus» (там же, 1849);
- «Unsere Stellung zu Christus» (Берлин, 1882); «Aus gewählte Vorträge und Aufsätze» (там же, 1885).